# Goribar (España)
Goribar es una entidad de población española del municipio de Oñate, perteneciente a la provincia de Guipúzcoa, en la comunidad autónoma del País Vasco. En 2022, tenía empadronados 35 habitantes.